# Cyklohexanol
Cyklohexanol är en sekundär alkohol som består av en cyklohexan-ring med en hydroxyl-grupp.

## Framställning
Cyklohexanol framställs genom att oxidera cyklohexan (C6H12) i luft med kobolt som katalysator.
{\displaystyle {\rm {2\ C_{6}H_{12}+O_{2}\rightarrow 2\ C_{6}H_{11}OH}}}
Även cyklohexanon (C6H10O) bildas i processen.
Alternativt kan cyklohexanol framställas genom hydrogenering av fenol (C6H5OH).
{\displaystyle {\rm {C_{6}H_{5}OH+3\ H_{2}\rightarrow C_{6}H_{11}OH}}}

## Användning
Cyklohexanol används främst som råmaterial vid framställning av nylon och andra plaster. Det används också som lösningsmedel i mindre skala.

## Skyddsutrustning
- Skyddshandskar av nitril ger gott skydd. Vid provning hade efter mer än 6 h inte en droppe trängt igenom.[1]
- Latex är synnerligen dåligt. Vid provning skedde genombrott på 10 minuter.[1]